# Edwin Frederick O'Brien
Edwin Frederick O'Brien (Nova York, Estats Units, 8 d'abril de 1939) és un cardenal nord-americà, des del 29 d'agost del 2011 és Pro-Gran Maestre de l'Orde del Sant Sepulcre.
Anteriorment va ser el quinzè Arquebisbe de Baltimore i, abans, el cinquè Arquebisbe dels serveis militars dels Estats Units, havent estat nomenat el 1997. També va ser Arquebisbe titular de Thizica de 1997 a 1998.

## Inicis
Nascut el 8 d'abril de 1939 al Bronx, Nova York, O'Brien va assistir a l'Escola Mare de Déu de Solaz i després el Seminari St.Joseph's College, on va rebre el seu Batxillerat en Arts en 1961, un Postgrau en Divinitat en 1964, i un Postgrau en Arts en 1965. Va ser ordenat prevere de l'arxidiòcesi de Nova York el 29 de maig de 1965. Va ser el vice-canceller de l'Arquidiócesis de Nova York des de 1976 a 1981.
En 1986, va ser elevat a Monsenyor. Va servir dos mandats com a rector de St Joseph's Seminary de 1985 a 1989 i de 1994 a 1997. Des 1990-1994, es va exercir com a Rector del Col·legi Pontifici d'Amèrica del Nord, a Roma.

## Bisbe
El 6 de febrer de 1996, va ser nomenat bisbe de la seu titular de Thizica. Va ser consagrat pel Cardenal John O'Connor a la Catedral de Sant Patrici de Nova York el 25 de març de 1996. El 7 d'abril de l'any següent, va ser nomenat Arquebisbe Coadjutor de l'Arquidiócesis dels Serveis Militars dels Estats Units d'Amèrica, on va supervisar a 300 capellans catòlics. El 12 d'agost de 1997, va succeir com a arquebisbe i posteriorment va abdicar la seva seu titular el 7 de març de 1998.
Durant el seu temps com a arquebisbe militar va passar aproximadament el 60% del seu temps viatjant i visitant les tropes nord-americanes. El 40% del seu temps es va dedicar a treballar per donar suport al Col·legi Pontifici d'Amèrica del Nord.

## Arquebisbe de Baltimore
El Papa Benet XVI va nomenar a O'Brien com l'arquebisbe de l'Arxidiòcesi de Baltimore el 12 de juliol de 2007. Ell va prendre possessió de l'Arxidiòcesi l'1 d'octubre. Van estar present en la seva instal·lació com a arquebisbe el cardenal William Keeler, el cardenal William Baum, el cardenal Anthony Bevilacqua, el cardenal James Francis Stafford, el cardenal Edward Egan, el cardenal Theodore McCarrick, el cardenal Justin Rigali i el cardenal Seán O'Malley, així com molts altres bisbes i sacerdots.